# Championnat des îles Cook féminin de football
Le championnat des îles Cook de football féminin est une compétition de football féminin créée en 1999. Elle est organisée annuellement par la Fédération des Îles Cook de football et oppose les 6 clubs du pays.

## Palmarès
| Saison | Champion             |
| ------ | -------------------- |
| 1999   | Tupapa Maraerenga FC |
| 2000   | Tupapa Maraerenga FC |
| 2001   | Sokattack Nikao      |
| 2002   | Tupapa Maraerenga FC |
| 2003   | Tupapa Maraerenga FC |
| 2004   | Tupapa Maraerenga FC |
| 2005   | Puaikura FC          |
| 2006   | Puaikura FC          |
| 2007   | Tupapa Maraerenga FC |
| 2008   | Puaikura FC          |
| 2009   | Puaikura FC          |
| 2010   | Tupapa Maraerenga FC |
| 2011   | Tupapa Maraerenga FC |
| 2012   | Puaikura FC          |
| 2013   | Sokattack Nikao      |
| 2014   | Tupapa Maraerenga FC |
| 2015   | Tupapa Maraerenga FC |
| 2016   | Tupapa Maraerenga FC |
| 2017   | Titikaveka FC        |
| 2018   | Tupapa Maraerenga FC |
| 2019   | Tupapa Maraerenga FC |
| 2020   | Puaikura FC          |
| 2021   | Tupapa Maraerenga FC |
| 2022   | Puaikura FC          |
| 2023   | Avatiu FC            |
| 2024   | Tupapa Maraerenga FC |

## Bilan par clubs
- 15 titres : Tupapa Maraerenga FC
- 7 titres : Puaikura FC
- 2 titres : Sokattack Nikao
- 1 titre : Titikaveka FC, Avatiu FC